# Győrtelek
« Győrtelek » redirige ici.  Pour les villages du même nom, voir Giurtelecu.
Győrtelek est un village et une commune du comitat de Szabolcs-Szatmár-Bereg en Hongrie.